# Oceaniphisis
Genre
Oceaniphisis est un genre d'orthoptères de la famille des Tettigoniidae. 

## Distribution
Les espèces de ce genre se rencontrent en Océanie.

## Liste des sous-genres et espèces
Selon Orthoptera Species File (8 mai 2021) :
- Oceaniphisis (Curtipenna) Kevan, 1992
  - Oceaniphisis kororensis Kevan, 1992
- Oceaniphisis (Oceaniphisis) Jin, 1992
  - Oceaniphisis cookiensis Jin, 1992
  - Oceaniphisis forficata Jin, 1992
  - Oceaniphisis tongaensis Jin, 1992

## Publication originale
- Jin & Kevan, 1992 : « Taxonomic revision and phylogeny of the tribe Phisidini (Insecta: Grylloptera: Meconematidae) ». Theses Zoologicae, vol. 18, p. 1–360.